# Росвигово
Росвигово (угор. Oroszvég) — колишнє село у передмісті Мукачева (нині — Закарпатська область, Україна), ліквідоване 1946 року приєднанням до міста.

## Назва
Угорськомовна назва села Oroszvég (Оросвийг) перекладається як Руський кінець. Відомі інші угорськомовні назви села: Oroszfalu, Özönvég, Uzelo, Oroszváros.

## Географія
Знаходилося на правому березі річки Латориця біля Мукачева, будучи його передмістям. 

## Історія
Вперше згадується у 1360 році в грамоті князя Федора Коріятовича.
Жителями села були переважно русини (українці). У селі існував греко-католицький монастир святого Миколая (Чернекгеді).
До 1526 року входило до складу Угорського королівства. У 1699 році увійшло до складу спадкових володінь австрійського дому Габсбургів. У 1806 році стало частиною Австрійської, а 1867 — Австро-Угорської імперії. Унаслідок Першої світової війни та Сен-Жерменського мирного договору Росвигово ввійшло до складу Чехословацької республіки.
Згідно з переписом населення Чехословаччини 1921 року, в селі Росвигово проживали 1911 осіб (907 чоловіків і 1 004 жінки). З них русинами (українцями) були 1071 особа, угорцями — 320, чехословаків — 42, євреїв — 443. Більшість населення були греко-католиками (910 осіб), римо-католиків — 212, 695 юдеїв, 6 православних, 78 реформатів. У 1930 році в селі було 2 822 жителі, з них 194 чехословаки, 1 312 русини, 273 мадяри, 960 євреїв, 24 німці, 2 інших, 57 іноземців. За релігійним складом у 1930 році 1257 осіб були греко-католиками, 342 — римо-католиками, 27 — православними, 1060 — юдеями.
У ніч з 5 на 6 січня 1939 року в селі Росвигово відбувався бій між угорськими та чехословацькими військовими загонами. Внаслідок інциденту почалися переговори, після яких Росвигово було передано до складу Угорщини.
У 1903 та 1930 роках відбулися невдалі спроби приєднання Росвигова до Мукачева. У 1946 році, з третьої спроби, село було приєднано радянською владою до міста. У 1945 році Мукачево увійшло до складу СРСР, а в 1991 — незалежної України.
Зараз на території села Росвигова побудовано спальний район Мукачева.

## Храм Різдва пр. Богородиці в Росвигові  (1864)
Докладніше: Церква Різдва Пресвятої Богородиці (1864)
Пам'ятка архітектури, парафія Мукачівської греко-католицької єпархії.

## Видатні особистості
У Росвиґові народився відомий письменник-полеміст XVII ст. о. Михайло Андрелла-Росвиґівський.